# Jan Pastýřík
Jan Pastýřík (* 9. května 1983) je český basketbalista hrající Národní basketbalovou ligu za tým BK Kondoři Liberec. Hraje na pozici pivota.
Je vysoký 208 cm, váží 110 kg. Aktuálně je šéftrenér a manažer klubu BA Lynx Liberecko.

## Kariéra
- 2001–2006: USK Praha
- 2005–2007: BK Kondoři Liberec (nejprve střídavý startm později trvale)
- 2006–: BC Lokomotiva Plzeň (střídavý start v nižší soutěži)

## Statistiky
| Sezóna   | Soutěž      | Odehrané minuty | Průměr na zápas | Body | Průměr na zápas |
| -------- | ----------- | --------------- | --------------- | ---- | --------------- |
| 2001/02  | Mattoni NBL | 324.3           | 17.1            | 95   | 5.0             |
| 2002/03  | Mattoni NBL | 400.2           | 14.8            | 124  | 4.6             |
| 2003/04  | Mattoni NBL | 245.5           | 11.2            | 77   | 3.5             |
| 2004/05  | Mattoni NBL | 398.7           | 13.3            | 103  | 3.4             |
| 2005/06  | Mattoni NBL | 328.2           | 15.6            | 64   | 3.0             |
| 2005/06  | 2. liga     | 28.7            | 28.7            | 20   | 20.0            |
| 2005/06  | Český pohár | 22.9            | 22.9            | 0    | 0.0             |
| 2006/07* | Mattoni NBL | 373.6           | 19.7            | 123  | 6.5             |

 *Rozehraná sezóna - stav k 20.1.2007 